# Kiko Porto
Francisco "Kiko" Porto (Recife, 28 augustus 2003) is een Braziliaans autocoureur.

## Carrière
Porto begon zijn autosportcarrière in het karting in 2017. In 2018 stapte hij over naar het formuleracing en nam hij deel aan de laatste twee raceweekenden van het Formule 4-kampioenschap van de NACAM voor Scuderia Martiga, het team van voormalig Formule 1-coureur Esteban Gutiérrez. Hij behaalde hierin twee podiumplaatsen op het Autódromo Hermanos Rodríguez. Tevens reed hij in het raceweekend op het Autódromo José Carlos Pace van de Fórmula Academy Sudamericana en werd derde en vijfde in de races. Verder nam hij deel aan de laatste drie weekenden van het Amerikaans Formule 4-kampioenschap voor DEForce Racing. Zijn beste resultaat was een tiende plaats, die hij vijf keer behaalde.
In 2019 reed Porto een volledig seizoen in de Amerikaanse Formule 4 bij DEForce. Hij behaalde drie overwinningen op Road Atlanta, het Pittsburgh International Race Complex en de Mid-Ohio Sports Car Course en stond in vijf andere races op het podium. Met 220 punten werd hij achter Joshua Car tweede in het kampioenschap.
In 2020 stapte Porto over naar de U.S. F2000, waarin hij in vijf van de zeven raceweekenden bij DEForce reed. Hij behaalde zijn eerste twee podiumfinishes op de Indianapolis Motor Speedway, voordat hij op het Stratencircuit Saint Petersburg zijn eerste race won. Op hetzelfde circuit sloot hij het seizoen af met nog een podiumplaats. Met 198 punten werd hij tiende in de eindstand.
In 2021 reed Porto een tweede seizoen in de U.S. F2000 bij DEForce en reed ditmaal wel alle races. Hij behaalde vier overwinningen op Indianapolis, Road America, Mid-Ohio en het New Jersey Motorsports Park en eindigde hiernaast nog zesmaal op het podium. Met 413 punten werd hij gekroond tot kampioen in de klasse.
In 2022 maakte Porto de overstap naar het Indy Pro 2000 Championship, waarin hij zijn samenwerking met DEForce voortzette. Hij behaalde zijn eerste zege op Mid-Ohio en stond in het laatste weekend op de Portland International Raceway nog tweemaal op het podium. Met 290 punten werd hij zevende in het klassement. Daarnaast debuteerde hij in de Stock Car Pro Series als wildcardcoureur in de seizoensopener op Interlagos bij het team Scuderia Chiarelli, voor wie hij in een Toyota Corolla op plaats 26 eindigde.
In 2023 bleef Porto voor DEForce actief in de Indy Pro 2000, dat van naam was veranderd naar het USF Pro 2000 Championship. Tevens debuteerde hij dat jaar in de Indy NXT bij Cape Motorsports, waar hij als vervanger van Enaam Ahmed aan drie van de laatste vijf races deelnam.